# Gottlob Frege
« Frege » redirige ici. Pour les autres significations, voir Frege (homonymie).
Gottlob Frege (/ˈɡɔtloːp ˈfreːɡə/), de son nom complet Friedrich Ludwig Gottlob Frege, né le 8 novembre 1848 à Wismar et mort le 26 juillet 1925 à Bad Kleinen, est un mathématicien, logicien et philosophe allemand, l'un des pères de la logique mathématique contemporaine et plus précisément l'inventeur du calcul des prédicats.
Il est en outre considéré comme l'un des plus importants représentants du logicisme. C'est à la suite de son ouvrage Les Fondements de l'arithmétique, où il tente de dériver l'arithmétique de la logique, que Russell lui a fait parvenir le paradoxe qui porte son nom. Néanmoins Frege n'entendait nullement réduire le raisonnement mathématique à sa seule dimension logique. Son ouvrage, L’idéographie, visait à associer sur la même page, et de manière explicite, le contenu mathématique (ligne horizontale de la page) et la structure logique (ligne verticale).

## Biographie

### Enfance (1848-1869)
Friedrich Ludwig Gottlob Frege naît en 1848 à Wismar, Mecklembourg-Schwerin (aujourd'hui partie du Mecklembourg-Poméranie occidentale). Son père Carl Alexander Frege (1809-1866) est le cofondateur et le directeur d'un lycée de filles jusqu'à sa mort.
Après la mort de Carl, l'école est dirigée par la mère de Frege, Auguste Wilhelmine Sophie Bialloblotzky (12 janvier 1815 – 14 octobre 1898). Sa grand-mère maternelle est Auguste Amalia Maria Ballhorn, descendante de Philipp Melanchthon et son grand-père maternel, Johann Heinrich Siegfried Bialloblotzky, est un descendant d'une famille noble polonaise ayant quitté la Pologne au XVIIe siècle. Durant son enfance, Frege rencontre des philosophies qui guideront sa future carrière scientifique.
Frege étudie dans un gymnasium à Wismar et est diplômé en 1869. Son professeur Gustav Adolf Leo Sachse, un poète, a joué le rôle le plus important dans la détermination de la future carrière scientifique de Frege, l'encourageant à continuer ses études à l'université d'Iéna.

### Études à l'université: Iéna et Göttingen (1869-1874)
Frege est matriculé à l'université d'Iéna au printemps de 1869 en tant que citoyen de la Confédération de l'Allemagne du Nord. Durant les quatre semestres de ses études, il assiste à environ vingt conférences, la plupart sur les mathématiques et la physique. Son professeur le plus important est Ernst Karl Abbe (1840-1905, physicien, mathématicien et inventeur). Abbe a donné des conférences sur la théorie de la gravité, le galvanisme, l'électrodynamique, la théorie de l'analyse complexe des fonctions d'une variable complexe, les applications de la physique, et la mécanique des solides. Abbe est plus qu'un professeur pour Frege : il est un ami de confiance et, en tant que directeur du constructeur optique Carl Zeiss AG, il est en mesure de faire avancer la carrière de Frege. Ils ont maintenu une correspondance étroite, même après l'obtention du diplôme de Frege.
Les autres professeurs qui l'ont marqué notablement sont : 
1. Christian Philipp Karl Snell (de) (1806-1886), qui lui enseigne l'utilisation de l'analyse infinitésimale en géométrie, la géométrie analytique des plans, la mécanique analytique, l'optique et les fondements physiques de la mécanique ;
2. Hermann Karl Julius Traugott Schaeffer (de) (1824-1900), qui lui enseigne la géométrie analytique, la physique appliquée, l'analyse algébrique, le télégraphe et autres machines électroniques ;
3. le philosophe Kuno Fischer (1824-1907), qui lui enseigne la philosophie kantienne.

À partir de 1871, Frege poursuit ses études à l'université de Göttingen — la plus performante en mathématiques en territoires germanophones — où il assiste aux conférences d'Alfred Clebsch (1833-1872, géométrie analytique), Julius Schering (1824–1897, théorie de la fonction), Wilhelm Eduard Weber (1804-1891, études physiques, physique appliquée), Eduard Riecke (1845-1915, théorie de l'électricité) et Hermann Lotze (1817-1881, philosophie de la religion). Les doctrines philosophiques de Frege mûr étant proches de celles de Lotze, elles ont fait l'objet d'un débat scientifique, pour savoir s'il y a eu ou non une influence directe des conférences de Lotze dans la formation des opinions de Frege.
En 1873, Frege obtient son doctorat sous la direction d'Ernst Christian Julius Schering (en), avec une thèse intitulée Ueber eine geometrische Darstellung der imaginären Gebilde in der Ebene (Sur une représentation géométrique des formes imaginaires dans le plan), dans laquelle il vise à résoudre des problèmes fondamentaux de géométrie comme donner une interprétation mathématique des points infiniment distants (imaginaires) de la géométrie projective.

### Début de carrière (1874-1884)
En 1874, Frege retourne à l'université d'Iéna et obtient l'habilitation universitaire pour enseigner à la faculté de philosophie les « Rechnungsmethoden, die sich auf einer Erweiterung des Größenbegriffes gründen » ou « méthodes de calcul fondées sur la généralisation du concept de la taille », qui étaient fondamentalement basées sur la théorie des fonctions complexes. À partir de 1879, Frege devient professeur à la faculté de philosophie d'Iéna, poste qu'il occupe pendant la majeure partie de sa vie.
Les premiers travaux de Frege montrent une orientation principalement tournée vers la géométrie et l'analyse complexe. Nous savons peu de choses sur son intérêt pour la logique mathématique (qu'il s'agisse d'un tournant ou d'un traitement prolongé). Les problèmes d’arithmétique et de théorie des nombres sont également présents, notamment dans la section 1 des Fondements de l'arithmétique. Cependant, nous ne connaissons pas ses motivations en détail.
L'intérêt de Frege pour les fondements philosophiques des mathématiques a été relativement précoce, avec la recherche de la justification mathématique des entiers naturels. Ce faisant, il doit avoir estimé avec un certain étonnement que les mathématiques de l'époque n'atteignent pas du tout, ou pas suffisamment, le but des mathématiques. C'est pourquoi il s'occupe d'abord de ce problème, en dépit du fait qu'il est d'abord un peu à l'écart, de son propre aveu, des méthodes et des résultats qu'il doit appliquer et accepter. Ce travail aboutit à l'émergence d'un nouveau type de théorie de la logique, que Frege publiera plus tard dans son Idéographie.
Au cours de ses recherches, il lui vient à l'idée que l'arithmétique fait partie de la logique. La capacité d'une personne à se familiariser avec les entiers naturels n'est pas principalement due à l'expérience, ni à l'espace géométrique, mais au langage et à la capacité d'analyse de la pensée, communément appelée logique. Ce genre de conception philosophique des mathématiques ou de l'arithmétique est communément appelé le logicisme. En 1879, le premier de ses trois ouvrages principaux, l'Idéographie, est publié de son vivant, un an après la mort de sa mère.

### Frege mûr (1884-1906)
1884 : Cinq ans après la publication de l’Idéographie, et après quelques défenses de celui-ci, Frege publie son second ouvrage principal, Les Fondements de l'arithmétique (Die Grundlagen der Arithmetik). Il a visiblement tiré les leçons de l'accueil de son travail précédent : il explique les idées et justifie son sujet sous une forme plus accessible au grand public, car « ce serait plus favorable à la réception des deux travaux ». Ces efforts sont payants : Les Fondements de l'arithmétique sont construits avec précision, détails et concision. Dans ce travail, Frege aborde trois problèmes scientifiques :
1. Il montre l'instabilité philosophique et mathématique qui règne autour de la fondation des entiers naturels et l'inadéquation des mathématiques, de la philosophie et d'autres sciences de l'époque ;
2. Il expose les fondements d'un entier naturel basé sur une logique mathématique possible et suggère qu'une telle structure pourrait être possible. Il esquisse le problème de la création de fondations plus complexes ;
3. Ceci, cependant, prouverait la thèse philosophique que l'arithmétique fait partie de la logique (si cette fondation est correcte).

Nous ne connaissons que peu de choses de la vie privée de Frege, sa retraite, son silence. Le 14 mars 1887, Frege épouse Margarete Katharina Sophia Anna Lieseberg (15 février 1856 – 25 juin 1904). Deux enfants meurent très jeunes et le couple reste sans enfant. Après le décès de son épouse, il adopte le jeune Paul Otto Alfred Fuchs, le fils de sa gouvernante, qui devient Paul Otto Alfred Frege.
En 1893, Frege publie l'un des travaux les plus importants de sa vie, les Lois fondamentales de l'arithmétique (Die Grundgesetze der Arithmetik, Volume I). Dans cet ouvrage, il formalise les entiers naturels, mais Russell en révélera plus tard des contradictions, connues même avant lui, notamment de Zermelo.
Durant cette période, il publie également la plupart de ses articles sur la philosophie du langage.
En juin 1902, à l'université d'Iéna, Gottlob Frege, alors âgé de 53 ans, reçoit un courrier qui lui est envoyé par le philosophe britannique Bertrand Russell. Dans cette missive, il est écrit « Je suis d'accord avec vous sur quasi tout ce qui est essentiel [...] Je trouve dans vos analyses des distinctions et des définitions que l'on cherche en vain dans l'œuvre d'autres logiciens. Il n'y a qu'un seul endroit où j'ai rencontré une difficulté ». À la seconde même où Frege découvre en quoi consiste la « difficulté » en question, il se rend compte qu'elle implique l'effondrement de tout ce qui avait constitué son œuvre, et les éloges que Russell formule dans les paragraphes suivants n'y peuvent rien.

### Fin de vie (1906-1925)
En grande partie à cause de cette déconvenue, à laquelle est venue s'ajouter la mort, en 1904, de son épouse, Margarete Lieseberg — qui ne lui laisse pas de descendance —, il ne publie pratiquement rien entre 1906 et 1918 (à l'exception de quelques discussions dans lesquelles il critique ses collègues mathématiciens comme Carl Johannes Thomae). Son état de santé s'aggrave : Frege refuse l'invitation que lui adresse Bertrand Russell, d'assister au cinquième congrès mathématique international à Cambridge en 1912. Sa réponse négative reflète son désespoir. À partir de 1918, cependant, il publie des articles importants, traitant de la nature de la pensée, où est détaillée la logique philosophique et mathématique. Ces publications enthousiastes laissent penser que sa longue période dépressive est, au moins temporairement, terminée. En 1923, il en arrive à la conclusion que l'idée (le logicisme) selon laquelle l'arithmétique est entièrement basée sur la logique, est une erreur. Il commence alors à considérer la géométrie comme une science possible pour la fondation des mathématiques. Bien qu'il ait commencé à développer cette idée, il ne peut l'approfondir avant sa mort.
En 1918, la carrière de Frege à l'université d'Iéna touche à sa fin. Une fois à la retraite, il s'installe à Bad Kleinen, dans le Mecklembourg, au bord du lac de Schwerin, non loin de sa ville natale de Wismar, pendant les travaux de rénovation d'une maison qu'il a achetée à Neu Pastow. Juste au moment où il est sur le point d'emménager dans sa nouvelle demeure, il meurt d'épigastralgie[précision nécessaire] à Bad Kleinen le 26 juillet 1925, morose et convaincu que tout le travail auquel il a consacré sa vie a été vain. Il est enterré à Wismar, sa ville natale. Son décès passe inaperçu auprès de la communauté scientifique.
Pour compliquer encore la tâche, son fils Alfred, que Frege a adopté en 1908 à l'âge de cinq ans, publie ensuite un journal intime que son père a rédigé en 1924, dans lequel il exprime clairement ses idées d'extrême droite, véhiculant le racisme et l'antisémitisme qui s'étaient répandus et banalisés dans l'Allemagne pré-hitlérienne. Alfred dactylographie le journal de son père à partir du manuscrit original et l'envoie en 1938 aux archives relatives à Frege, conservées par le professeur Heinrich Scholz à l'université de Munster. Malheureusement, le manuscrit est perdu. Pendant la seconde Guerre mondiale, les originaux dactylographiés, déposés à la bibliothèque universitaire de Munster, disparaissent le 25 mars 1945 après un bombardement allié. Alfred lui-même meurt au combat en 1944, quelques jours avant le débarquement de Normandie. Par chance, des copies des originaux ont été réalisées, qui ont été publiées en 1969.

### Dates importantes
- 1848 – naît le 8 novembre, à Wismar ;
- 1869 – étudiant à l'Université de Iéna ;
- 1871 – étudiant à l'Université de Göttingen ;
- 1873 – docteur en mathématiques (géométrie) à l'université de Göttingen ;
- 1874 – habilitation à l'Université de Iéna en tant que Privatdozent ;
- 1879 – professeur extraordinaire à l'Université d'Iéna ;
- 1884 - publication de son chef-d'œuvre Les Fondements de l'arithmétique ;
- 1887 - mariage avec Margarete Lieseberg ;
- 1893 - premier volume des Lois fondamentales de l'arithmétique ;
- 1896 – 1918 – professeur honoraire ordinaire à l'université d'Iéna ;
- 1899 - correspondance avec David Hilbert ;
- 1902 - Bertrand Russell écrit à Frege ;
- 1904 - adopte Alfred, le fils de sa gouvernante ;
- 1912 - décline l'invitation de Russell ;
- 1918 – prend sa retraite ;
- 1923 - publication des trois articles « La Pensée », « La Négation », « La composition des pensées » ;
- 1925 – meurt le 26 juillet à Bad Kleinen[10].

## Contribution en logique et en mathématiques
Pour un article plus général, voir Idéographie.
Bien que son éducation et son travail mathématique précoce se concentrent principalement sur la géométrie, Frege s'est vite orienté vers la logique. Son Begriffsschrift, eine der arithmetischen nachgebildete Formelsprache des reinen Denkens [« L’idéographie, un langage formulaire de la pensée pure construit d’après celui de l’arithmétique »], paru en 1879, a marqué un tournant dans l'historique de la logique. Le Begriffsschrift a ouvert un nouveau terrain, et un traitement rigoureux des idées de fonctions et de variables. Le but de Frege est de montrer que les mathématiques se développent hors de la logique, et, ce faisant, il conçoit des techniques qui le mènent bien au-delà de la syllogistique d'inspiration aristotélicienne et de la logique propositionnelle d'inspiration stoïcienne.

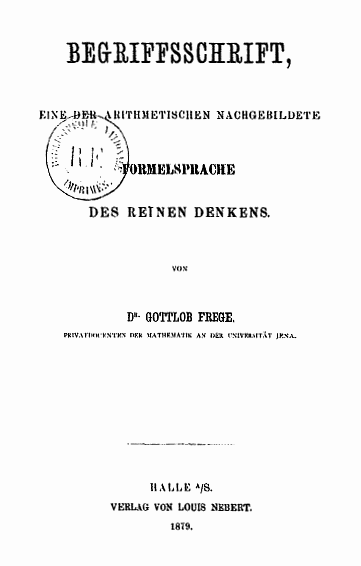
Page de couverture du Begriffsschrift (1879).

En effet, Frege a inventé la logique des prédicats axiomatique, en grande partie grâce à son invention de variables quantifiées, qui finit par devenir omniprésente en mathématiques et en logique. La logique précédente a traité les opérateurs logiques et, ou, ... si... alors, non, et certains et tous, mais les itérations de ces opérations, en particulier « Il existe » et « pour tous », sont peu comprises : même la distinction entre une phrase comme « chaque garçon aime une fille » et « une fille est aimée par chaque garçon » ne pourrait être représentée que de manière très artificielle, alors que le formalisme de Frege n'a aucune difficulté à exprimer les différentes lectures de « chaque garçon aime une fille qui aime un garçon qui aime une fille ».
Un exemple fréquemment utilisé est que la logique d'Aristote est incapable de représenter des énoncés mathématiques tel que le théorème d'Euclide, un théorème fondamental de la théorie des nombres, qui déclare qu'il existe une infinité de nombres premiers. La « notation conceptuelle » de Frege peut représenter de telles inférences. L'analyse des concepts logiques et la formalisation des concepts qui ont été essentielles pour les Principia Mathematica (3 vols., 1910–13) (par Bertrand Russell, 1872–1970 et Alfred North Whitehead, 1861–1947), à la Theory of descriptions de Russell, aux théorèmes d'incomplétude de Kurt Gödel (1906–78), et à la théorie sémantique de la vérité d'Alfred Tarski (1901–83), sont finalement dues à Frege.
L'un des objectifs de Frege est d'isoler des principes d'inférence logiques, de sorte qu'on n'ait nullement besoin de l'intuition. S'il y a un élément intuitif, il doit être isolé et représenté séparément comme axiome : à partir de là, la preuve doit être purement logique. Après avoir exposé cette possibilité, le but plus large de Frege est de défendre la vue selon laquelle l'arithmétique est une branche de la logique, une vision connue sous le nom de logicisme : contrairement à la géométrie, l'arithmétique doit être démontrée comme n'ayant aucun fondement intuitionniste, et d'axiomes non-logiques.
Cette idée a été formulée dans des termes non-symboliques dans Les Fondements de l'arithmétique (1884). Plus tard, dans ses Lois fondamentales de l'arithmétique (vol. 1, 1893 ; volume 2, 1903 ; le vol. 2 a été publié à ses frais), Frege tente de dériver, en utilisant son symbolisme, toutes les lois de l'arithmétique d'axiomes qu'il affirme comme logiques. La plupart de ces axiomes ont été importés de son Begriffsschrift, avec quelques changements importants. Le principe vraiment nouveau est celui qu'il appelle la Loi fondamentale V : le « parcours de valeur » (Wertverlauf) de la fonction f(x) est le même que le « parcours de valeur » de la fonction g(x) si et seulement si ∀x[f(x) = g(x)].
Cette loi peut être formulée en notation moderne comme suit : soit {x|Fx} l'extension du prédicat Fx, c'est-à-dire l'ensemble de tous les Fs, et de manière similaire pour Gx. Puis, la loi fondamentale V dit que les prédicats Fx et Gx ont la même extension iff ∀x [Fx ↔ Gx]. L'ensemble de Fs est identique à l'ensemble de Gs dans le cas où chaque F est un G et chaque G est un F. Il faut noter que Frege a reconnu lui-même dans une lettre à Russell du 22 juin 1902 que sa loi V était fausse, après la découverte dans son système par le logicien anglais du fameux paradoxe qui porte son nom. Frege tentera de corriger cette loi dans un appendice des Grundgesetze mais le résultat restera insuffisant. Sur ce problème on pourra également se référer à l'article Axiome de compréhension.
La loi fondamentale V peut simplement être remplacée par le principe de Hume, qui indique que le nombre de Fs est le même que le nombre de Gs si et seulement si les Fs peuvent être mis en correspondance bijective avec les Gs. Ce principe, également, est cohérent si l'arithmétique du second ordre est suffisante pour démontrer les axiomes de l'arithmétique du second ordre. Ce résultat est appelé théorème de Frege.
La logique de Frege, maintenant connue sous le nom de logique du second ordre, peut être affaiblie en une logique dite prédicative du second ordre. La logique prédicative du second ordre ainsi que la loi fondamentale V est formellement compatible avec les méthodes finitistes ou constructives, mais elle ne peut interpréter que des fragments d'arithmétique très faibles.
Le travail de Frege en logique n'a pas eu de retentissement international jusqu'en 1903, lorsque Russell écrit une annexe aux The Principles of Mathematics indiquant ses différences avec Frege. La notation schématique utilisée par Frege n'a pas d'antécédents (et n'a eu aucun imitateur depuis). Jusqu'à ce que Russell et Whitehead, avec leurs Principia Mathematica apparaissent en 1910-13, l'approche dominante de la logique mathématique est encore celle de George Boole (1815-64) et de sa postérité intellectuelle, en particulier Ernst Schröder (1841-1902). Les idées logiques de Frege se sont néanmoins répandues dans les écrits de son élève Rudolf Carnap (1891-1970) et d'autres admirateurs, en particulier Bertrand Russell et Ludwig Wittgenstein (1889-1951).

## Philosophie du langage
Selon Frege, d'une part, la pensée est inséparable du langage ; seul le langage permet à l'attention de se libérer de l'immédiateté sensible, mais il le fait par d'autres éléments sensibles, à savoir les signes; le langage libère donc la pensée comme la technique de navigation contre le vent libère du vent par le vent. Mais, d'autre part, les langues ordinaires pèchent par équivocité des signes, et aussi par le fait qu'elles ne sont pas calquées sur les lois objectives de la pensée, mais sur celles de la psychologie humaine. Il convient donc de mieux distinguer les deux, grâce à l'invention d'une langue spéciale, calquée sur les exigences logiques. L'écriture constitue une étape importante dans la libération de la pensée rigoureuse ; elle permet de s'appuyer sur des signes constants, et aussi de rapporter librement l'énoncé aux lois de la logique. Dans ces conditions, la première tâche de la logique sera d'édifier un langage logique aussi rigoureux que possible, où toute lacune dans l'exposé des raisons sera perçue d'un coup d'œil. (Que la science justifie le recours à une idéographie, article publié en 1882 dans le Zeitschrift für Philosophie und philosophische Kritik (81).)
Frege développe une conception du langage à la suite de ses recherches logiques. Über Sinn und Bedeutung est l'article classique qui expose deux problèmes à propos de la signification des phrases, et où il montre que l'on doit distinguer sens et dénotation :
- le problème du jugement d'identité : « a=b » est un jugement d'identité, dans lequel « a » et « b » dénotent des objets. « a=b » est vrai si l'objet « a » est identique à l'objet « b », en d’autres termes si « a » et « b » dénotent le même objet, ont la même dénotation (Bedeutung). Comment alors expliquer que les mathématiques ne se réduisent pas à de vaines tautologies, comme « Paul est Paul » ? C'est que deux formules, qui dénotent pourtant le même objet X, n'ont pas nécessairement le même sens. Par exemple, le vainqueur d'Austerlitz (a) est le même individu (X) que le vaincu de Waterloo (b), mais les deux expressions n'ont nullement le même sens (Sinn).
- les attitudes propositionnelles.

### Sens et dénotation
(Pour la critique de cette théorie par Russell, voir Description définie)
Frege distingue sens et dénotation ; la dénotation est l'objet auquel on fait référence, le sens est le mode de donation de la dénotation.
Exemple :
- « L'étoile du matin » et « l'étoile du soir » ont des sens différents mais la même dénotation (Vénus).
- « L'étoile la plus éloignée de la terre » a un sens (Sinn) mais n'a pas de dénotation (Bedeutung).

Cette distinction, qui sera rejetée par Russell, a pour objet d'expliquer qu'une formule comme « a=b » ait une utilité, c'est-à-dire qu'elle ne se réduit pas à « a=a ». Nous apprenons par cette formule que deux concepts distincts renvoient à un seul et même objet. En effet le concept se dit d'un objet, mais ne se confond pas avec lui. Le cheval est en fait un certain objet que nous dénotons par sa propriété d'être un certain cheval. Il y a un cheval veut dire qu'il existe un X (objet dénoté), tel qu'il est un cheval (concept signifié). En effet, le langage désigne, le plus souvent, moins chaque objet par un nom propre que par une catégorie commune à plusieurs objets.
Notons que Frege explique qu'il ne faut pas psychologiser cette distinction. Le sens n'est nullement la représentation subjective que chacun introduit sous le concept. Il est rigoureux et universel. L'expression « 2+2 » a la même dénotation que « 3+1 », mais non le même sens. Elle ne renvoie pourtant en rien à quelque image subjective.

## Influence
Dans son testament, Frege lègue son œuvre et sa correspondance écrites à son fils adoptif Alfred. Dans une note ajoutée à son testament, au début de janvier 1925, il écrit à Alfred les mots suivants : « Ne te débarrasse pas de ce que j'ai écrit. Même si tout n'est pas d'or, il y a certainement de l'or dedans. Je crois qu'il y a des choses qui, un jour, seront beaucoup plus appréciées qu'aujourd'hui ». Frege ne se trompe pas, en effet. Bien qu'il ait connu une vie gâchée, il nous a légué l'une des œuvres qui a servi de base au développement de l'informatique théorique au XXe siècle.
Rudolf Carnap, un des membres du Cercle de Vienne a suivi par goût les cours que donnait Frege à l'université d'Iéna. L'influence de Frege fut double.
1. Incontestablement, il est l’inventeur de la logique moderne, livrant ainsi un formidable outil aux mathématiques contemporaines.
2. Il est un des pères de la philosophie analytique et a influencé par ses travaux Russell, Whitehead, Wittgenstein[18].

Enfin, le père de la phénoménologie, Husserl, critiqué âprement dans un article de Frege, et accusé de psychologisme, modifia ses conceptions.